# Liste des Belges lauréats du prix Nobel
Cet article présente la liste des belges lauréats du prix Nobel.

## Paix
| Année | Nom                             | Motif                                                                                       | Image                           |
| ----- | ------------------------------- | ------------------------------------------------------------------------------------------- | ------------------------------- |
| 1904  | Institut de Droit international | Les travaux de l'institut liés à la convention internationale                               | Institut de Droit international |
| 1909  | Auguste Beernaert (1829–1912)   | Membre de la Cour internationale d'arbitrage de La Haye                                     | Auguste Beernaert               |
| 1913  | Henri La Fontaine (1854–1943)   | Président du Bureau international permanent de la paix                                      | Henri La Fontaine               |
| 1958  | Georges Pire (1910–1969)        | Dirigeant de l'organisation en faveur des réfugiés « L'Europe du Cœur au Service du Monde » | Georges Pire                    |
| 1988  | Robert Gerard,                  | Membre de la Force de maintien de la paix des Nations unies                                 |                                 |

## Littérature
| Année | Nom                             | Motif | Image               |
| ----- | ------------------------------- | ----- | ------------------- |
| 1911  | Maurice Maeterlinck (1862–1949) |       | Maurice Maeterlinck |

## Chimie
| Année | Nom                        | Motif                                                                                        | Image          |
| ----- | -------------------------- | -------------------------------------------------------------------------------------------- | -------------- |
| 1977  | Ilya Prigogine (1917–2003) | « Pour sa conception des « structures dissipatives » dans le domaine de la thermodynamique » | Ilya Prigogine |

## Physiologie ou médecine
| Année                   | Nom                                                     | Motif | Image             |
| ----------------------- | ------------------------------------------------------- | --- | ----------------- |
| 1919 (attribué en 1920) | Jules Bordet (1870–1961)                                | « Pour ses découvertes concernant l'immunité »                                                                   | Jules Bordet      |
| 1938 (attribué en 1939) | Corneille Heymans (1892–1968)                           | « Pour la découverte du rôle joué par les mécanismes du sinus aortique et dans la régulation de la respiration » | Corneille Heymans |
| 1974                    | Albert Claude (1898–1983) Christian de Duve (1917–2013) | pour « leurs découvertes concernant l'organisation structurelle et fonctionnelle de la cellule ».                | Albert Claude     |

## Physique
| Année | Nom                      | Motif | Image            |
| ----- | ------------------------ | --- | ---------------- |
| 2013  | François Englert (1932–) | « Pour la découverte théorique d’un mécanisme qui contribue à notre compréhension de l’origine de la masse des particules subatomiques, et qui a récemment été confirmée » (Boson de Higgs) Prix reçu conjointement avec l'écossais Peter Higgs | François Englert |

## Traduction
- (de) Cet article est partiellement ou en totalité issu de l’article de Wikipédia en allemand intitulé « Liste der belgischen Nobelpreisträger » (voir la liste des auteurs).